# Аугелит
Аугелит — (англ. Augelite) минерал из класса фосфатов. Открыт в 1868 году Кристианом Вильгельмом Бломстрандом в руднике Вестано (Швеция). Название происходит от греческого αύγή (блеск), поскольку граням аугелита характерен яркий стеклянный блеск. Аугелит может быть окрашен в белый, бесцветный, жёлтый, зеленоватый, синий или розовый цвет. Встречаются прозрачные бесцветные образцы.

## Формы выделения
Для аугелита характерны небольшие толстотаблитчатые кристаллы. Встречаются агрегаты, которые состоят из тонких пластинок. В пегматитах и рудных жилах встречаются призматические и игольчатые кристаллы аугелита в ассоциации с кварцем, апатитом и пиритом. Минерал может выделяться и в виде плотных масс.

## Генезис
Аугелит, являясь гидроксилфосфатом алюминия, может кристаллизоваться в разных генетических условиях. Минерал может образовываться при метаморфизме горных пород, богатых фосфором. Также аугелит образуется при высокотемпературных гидротермальных процессах (такой аугелит залегает в жилах гранитных пегматитов).

## В ассоциации с другими минералами
Аугелит часто ассоциирует с фосфатами среди которых встречаются редкие литофилит (LiMnPO4) и трифилин (LiFePO4).

## В ювелирном деле
Аугелит практически непригоден для ювелирной обработки. У него совершенная спайность, неяркая окраска, небольшая твёрдость и небольшой размер подходящих для огранки кристаллов. Но некоторые кристаллы аугелита из Оруро (Боливия) и Калифорнии (США) были подвергнуты ювелирной обработке.

## Месторождения
Лучшие образцы аугелита добывают в Оруро (Боливия) и в Калифорнии (США). Другие месторождения аугелита располагаются в России (Урал), Австрии, Бразилии, Канаде, Швеции, Уганде и Руанде.